# Pelobates
A Pelobates a kétéltűek (Amphibia) osztályának békák (Anura) rendjébe, ezen belül az ásóbékafélék (Pelobatidae) családjába tartozó egyetlen élő nem.

## Tudnivalók
A Pelobates-fajok Európában és a Földközi-térségben - beleértve Észak-Afrikát és Ázsia nyugati részét is - fordulnak elő. Akár a 10 centiméteres hosszúságot is elérhetik. Felső állkapcsuk fogas, lábujjízeik egyszerűek. Pupillájuk függőleges, rés alakú. Mint minden békák, az ásóbékafélék is mindent felfalnak ami a szájukba belefér; az ebihalak, ha nem jók az életfeltételek, kannibálokká válhatnak.

## Rendszerezés
A nembe az alábbi fajok tartoznak:
- Pelobates balcanicus Karaman, 1928
- zöld ásóbéka vagy késlábú béka (Pelobates cultripes) (G. Cuvier, 1829)
- barna ásóbéka (Pelobates fuscus) (Laurenti, 1768) - típusfaj
- szíriai ásóbéka (Pelobates syriacus) Boettger, 1889[3]
- marokkói ásóbéka (Pelobates varaldii) Pasteur & Bons, 1959
- Pelobates vespertinus (Pallas, 1771)